# Coreno Ausonio
Coreno Ausonio és un comune (municipi) de la província de Frosinone, a la regió italiana del Laci, situat a uns 120 km al sud-est de Roma i a uns 50 km al sud-est de Frosinone.
Coreno Ausonio limita amb els municipis d'Alvito, Broccostella, Campoli Appennino, Fontechiari i Vicalvi.
A 1 de gener de 2019 tenia 1.602 habitants.

## Ciutats agermanades
- Błonie, Polònia